# 13669 Swammerdam
13669 Swammerdam este un asteroid din centura principală de asteroizi.

## Descriere
13669 Swammerdam este un asteroid din centura principală de asteroizi. A fost descoperit pe 3 mai 1997 la Observatorul La Silla de Eric Walter Elst. Asteroidul prezintă o orbită caracterizată de o semiaxă mare de 2,54 ua, o excentricitate de 0,08 și o înclinație de 2,4° în raport cu ecliptica.